# Parafia św. Stanisława Biskupa i Męczennika w Starym Zamku
Parafia św. Stanisława Biskupa i Męczennika w Starym Zamku – znajduje się w dekanacie Sobótka w archidiecezji wrocławskiej. Erygowana w XIII wieku i powtórnie w 1958 roku.
Obsługiwana przez księży archidiecezjalnych. Jej proboszczem jest ks. mgr Jacek Żołądek Kan. hon. ex. num. Kap. Koleg., Kap. hon. Ojca św..

## Parafialne księgi metrykalne
| Księgi metrykalne | Okres ewidencji |
| ----------------- | --------------- |
| chrztów           | 1958 -          |
| ślubów            | 1958 -          |
| zgonów            | 1958 -          |